# Summer Time Love (m-floの曲)
『Summer Time Love』（サマー・タイム・ラヴ）は日本の音楽グループであるm-floの20thシングル（m-flo loves 日之内絵美 & Ryohei 名義）。2006年6月28日発売。

## 解説
- 『ASTROMANTIC』（2004年）でLovesした、日之内絵美とRyohei（山本領平）をフィーチャリングしている。
- c/wは☆Takuによるリミックス。波の音などが入った南国のイメージの楽曲となっている。"Lanikai"とはハワイ・オアフ島の地名でLanikaiビーチが有名。ラニカイとは　ハワイ語で『天国の海』という意味。
- OIOI '06 水着＆ゆかたCFソング。
- 3曲入りシングルで税込735円。
- このメンバーで夏フェス、"ROCK IN JAPAN FES. 2006"、"SUMMER SONIC 2006"などに参加。

## 収録曲
1. Summer Time Love
Written by m-flo & Emi Hinouchi & Ryohei
2. Summer Time Love -Lanikai Mix-
3. Summer Time Love -Inst-

## 関連する楽曲
- Summer Time Love -Remix Tokyo Mode-
  - Remixed by Sunaga t Experience。『m-flo inside -WORKS BEST II-』（2006年）収録。
- Summer Time Love (Deckstream Remix feat. Arkitec & L-VOKAL)
  - 日之内エミのシングル『O'kay』（2007年）収録。